# Dolgij put'
Dolgij put' (Долгий путь) è un film del 1956 diretto da Leonid Iovič Gajdaj e Valentin Nevzorov.